# محمد یوسف (نیجریه)
محمد یوسف (۲۹ ژانویه ۱۹۷۰ – ۳۰ ژوئیه ۲۰۰۹) که با عنوان اوستاز محمد یوسف نیز شناخته می‌شود، یک تروریست اهل نیجریه بود که به‌عنوان بنیان‌گذار و رهبر گروه تروریستی بوکو حرام تا هنگام مرگش در سال ۲۰۰۹ شناخته می‌شود. او که تحت تأثیرات شدید ابن تیمیه قرار گرفته بود، با راه‌اندازی یک گروه سلفی دولت وقت نیجریه را به چالش کشید.

## دوران کودکی
محمد یوسف در یکی از روستاهای نیجریه در ایالت یوبه و در خانواده‌ای پرجمعیت به دنیا آمد. دوران کودکی وی مصادف شد با قیام‌های گروه‌های کوچک نیجریه که با هویت اسلامی اقدام به تخریب اماکن عمومی می‌کردند. پدر و مادر او سواد بالایی نداشتند به همین خاطر محمد به مدرسه‌ای اسلامی در همان روستا سپرده شد. اساس کار این مدرسه، آموزش اصول اولیه اسلام به دانش‌آموزان بود. او در ادامه با تحصیل بیشتر در مورد اسلام، تبدیل به یک مسلمان سلفی شد.

## تحصیلات

### دانشگاه
حسین زکریا یکی از فرهنگیان کشور نیجریه معتقد است که محمد یوسف دارای تحصیلات آموزش عالی است و این دوره را در یکی از دانشگاه‌های کشور عربستان گذرانده‌است. او در گفتگو با یک روزنامه محلی تسلط نسبی محمد به زبان انگلیسی را گواه سخنانش دانسته بود.

## تأسیس گروه بوکو حرام
محمد یوسف پس از تربیت جوانان محلی و گسترش افکارش به روستاهای سنی‌نشین در سال ۲۰۰۲ گروهی را در مایدوگوری با نام بوکو حرام تأسیس کرد. معنی نام این گروه نه به آموزش غربی است و پس از آن کار خود را در سال ۲۰۰۴ در کاما در ایالت یوبه ادامه داد. مهم‌ترین اقدام وی منسجم کردن نیروهای سلفی منطقه، زیر یک پرچم با رهبری معنوی خود بود.
او با دریافت کمک‌های مالی از ثروتمندان وهابیت و فروش غیرقانونی عاج موفق به خرید اسلحه و تجهیز این گروه شد.
از مهم‌ترین عملیات این گروه می‌توان به قیام بوکو حرام اشاره کرد که تحت فرماندهی معنوی محمد یوسف انجام شد. در این شورش صدها نفر از نظامیان نیجریه و اعضای گروه بوکو حرام کشته شدند.

## مرگ
پس از آشوب‌های به وجود آمده توسط این گروه در سال ۲۰۰۹، قسمت‌هایی از کشور دچار جنگ داخلی شد. این اتفاقات سبب شد تا ارتش نیجریه پس از خاموش کردن شورش‌ها، اقدام به دستگیری سران این گروه از جمله محمد بکند.
محمد یوسف پس از شکست از نیروهای مسلح نیجریه در منزل پدری یکی از زنان خود دستگیر شد. ارتش وی را به پلیس واگذار کرد و او را ساعاتی در بازداشتگاه نگه داشتند. سرانجام محمد یوسف، به سرعت در مقابل پاسگاه پلیس مایدوگوری و در ملا عام توسط گلوله‌های افسران اعدام شد.
پس از مرگ وی در ابتدا مقامات اعلام کردند که محمد در حین فرار توسط نیروهای نظامی یا به دلیل جراحات وارده حین درگیری با نظامیان، به قتل رسیده‌است.

## تأثیر از ابن تیمیه
اولین پیوندهای عاطفی او با ابن تیمیه به‌طور کامل مشخص نیست اما اکثر پژوهشگران، اولین برخورد وی با تفکر سلفی را در دومین دهه زندگی‌اش می‌دانند.
محمد پس از بررسی همه مذاهب اسلامی به اندیشه ابن تیمیه نزدیک شد و پس از آن بارها اعلام کرد که تنها راه پاک شدن این جهان، پیاده کردن آموزه‌های وهابیت است.

## باورها
او همچون سایر رهبران سلفی جهان از آموزش مفاهیم سکولار و دموکراسی بیزار بود. اظهارات عجیب وی در مورد کره زمین بارها سوژه رسانه‌ها قرار گرفت.

### مصاحبه با بی‌بی‌سی
او در مصاحبه‌ای با بی‌بی‌سی انگلستان در سال ۲۰۰۹، عقاید خود را روشن کرد و مدعی شد سیستم آموزش و پرورش غربی به دنبال از بین بردن اندیشه اسلام است، چرا که تنها راه نجات بشریت این بازگشتن به اصول اسلامی است.
وی در بخشی از سخنانش در گفت:
 من نظریه گرد بودن کره زمین را رد می‌کنم چرا که مخالف آموزه‌های اسلامی و قرآن است. از طرفی باید گفت هر چیزی که به عنوان تحقیق و دستاورد علمی معرفی شده‌است، اگر با سخنان خداوند همخوانی نداشته باشد محکوم به رد شدن است.
او همچنین به نظریه فرگشت داروین و فرایند ایجاد و بارش باران و چرخه آب باور نداشت و باران را یک معجزه از جانب پروردگار، می‌دانست.

### اخوان‌المسلمین
محمد یوسف بارها مخالفت خود را مبنی بر قدرت گرفتن اخوان‌المسلمین مصر اعلام کرد. او این حزب اسلامی را مخالف مصالح مسلمانان می‌دانست و در گفتگویی ضمن تأکید بر غربی بودن رهبران و تفکران آن‌ها گفته بود
 اخوان‌المسلمین به عنوان بازوی تفکرات غربی به دنبال از بین بردن و سرکوب ذهنی طرفداران اسلام در جهان عرب می‌باشد

## زندگی شخصی
وی دارای ۴ زن و ۱۲ فرزند بود. یکی از فرزندان او به‌نام ابومصعب البرناوی از سال ۲۰۱۶، مدعی رهبری بوکو حرام و مخالف با رهبری ابوبکر شکائو بود.
طبق گزارش‌های شاهدان عینی و منابع مختلف، او بر خلاف سخنانش مبنی بر زنده نگه داشتن شیوه و سبک زندگی اسلامی در زندگی شخصی، دارای خودرو مرسدس-بنز بود و به صورت اشرافی زندگی می‌کرد.